# Muroran, Hokkaidō
Muroran (室蘭市 Muroran-shi) là thành phố thuộc tỉnh Hokkaidō, Nhật Bản. Tính đến ngày 1 tháng 10 năm 2020, dân số ước tính thành phố là 82.383 người và mật độ dân số là 1.000 người/km2. Tổng diện tích thành phố là 81,01 km2.

## Địa lý

### Khí hậu
| Dữ liệu khí hậu của Muroran, Hokkaidō   | Dữ liệu khí hậu của Muroran, Hokkaidō | Dữ liệu khí hậu của Muroran, Hokkaidō | Dữ liệu khí hậu của Muroran, Hokkaidō | Dữ liệu khí hậu của Muroran, Hokkaidō | Dữ liệu khí hậu của Muroran, Hokkaidō | Dữ liệu khí hậu của Muroran, Hokkaidō | Dữ liệu khí hậu của Muroran, Hokkaidō | Dữ liệu khí hậu của Muroran, Hokkaidō | Dữ liệu khí hậu của Muroran, Hokkaidō | Dữ liệu khí hậu của Muroran, Hokkaidō | Dữ liệu khí hậu của Muroran, Hokkaidō | Dữ liệu khí hậu của Muroran, Hokkaidō | Dữ liệu khí hậu của Muroran, Hokkaidō |
| Tháng                                   | 1                                     | 2                                     | 3                                     | 4                                     | 5                                     | 6                                     | 7                                     | 8                                     | 9                                     | 10                                    | 11                                    | 12                                    | Năm                                   |
| --------------------------------------- | ------------------------------------- | ------------------------------------- | ------------------------------------- | ------------------------------------- | ------------------------------------- | ------------------------------------- | ------------------------------------- | ------------------------------------- | ------------------------------------- | ------------------------------------- | ------------------------------------- | ------------------------------------- | ------------------------------------- |
| Cao kỉ lục °C (°F)                      | 9.8 (49.6)                            | 11.4 (52.5)                           | 16.7 (62.1)                           | 23.1 (73.6)                           | 27.6 (81.7)                           | 28.7 (83.7)                           | 32.5 (90.5)                           | 32.8 (91.0)                           | 31.0 (87.8)                           | 25.8 (78.4)                           | 20.9 (69.6)                           | 14.4 (57.9)                           | 32.8 (91.0)                           |
| Trung bình ngày tối đa °C (°F)          | 0.6 (33.1)                            | 1.0 (33.8)                            | 4.6 (40.3)                            | 10.1 (50.2)                           | 14.9 (58.8)                           | 18.0 (64.4)                           | 21.6 (70.9)                           | 23.6 (74.5)                           | 21.5 (70.7)                           | 16.1 (61.0)                           | 9.3 (48.7)                            | 2.9 (37.2)                            | 12.0 (53.6)                           |
| Trung bình ngày °C (°F)                 | −1.8 (28.8)                           | −1.6 (29.1)                           | 1.4 (34.5)                            | 6.1 (43.0)                            | 10.7 (51.3)                           | 14.4 (57.9)                           | 18.5 (65.3)                           | 20.6 (69.1)                           | 18.4 (65.1)                           | 12.9 (55.2)                           | 6.4 (43.5)                            | 0.5 (32.9)                            | 8.9 (48.0)                            |
| Tối thiểu trung bình ngày °C (°F)       | −4.0 (24.8)                           | −4.0 (24.8)                           | −1.3 (29.7)                           | 3.0 (37.4)                            | 7.6 (45.7)                            | 11.9 (53.4)                           | 16.4 (61.5)                           | 18.6 (65.5)                           | 15.7 (60.3)                           | 9.8 (49.6)                            | 3.5 (38.3)                            | −1.8 (28.8)                           | 6.3 (43.3)                            |
| Thấp kỉ lục °C (°F)                     | −13.4 (7.9)                           | −13.4 (7.9)                           | −9.6 (14.7)                           | −5.8 (21.6)                           | 0.0 (32.0)                            | 4.6 (40.3)                            | 8.5 (47.3)                            | 11.5 (52.7)                           | 5.9 (42.6)                            | −2.2 (28.0)                           | −7.2 (19.0)                           | −12.9 (8.8)                           | −13.4 (7.9)                           |
| Lượng Giáng thủy trung bình mm (inches) | 53.6 (2.11)                           | 44.3 (1.74)                           | 49.9 (1.96)                           | 70.0 (2.76)                           | 108.3 (4.26)                          | 109.1 (4.30)                          | 159.2 (6.27)                          | 187.3 (7.37)                          | 156.6 (6.17)                          | 101.8 (4.01)                          | 83.2 (3.28)                           | 65.8 (2.59)                           | 1.188,9 (46.81)                       |
| Lượng tuyết rơi trung bình cm (inches)  | 49 (19)                               | 45 (18)                               | 27 (11)                               | 4 (1.6)                               | 0 (0)                                 | 0 (0)                                 | 0 (0)                                 | 0 (0)                                 | 0 (0)                                 | 0 (0)                                 | 5 (2.0)                               | 27 (11)                               | 157 (62)                              |
| Số ngày mưa trung bình                  | 12.5                                  | 9.9                                   | 9.5                                   | 8.4                                   | 9.4                                   | 9.1                                   | 11.1                                  | 11.2                                  | 10.9                                  | 11.1                                  | 12.7                                  | 13.2                                  | 129                                   |
| Số ngày tuyết rơi trung bình            | 15.5                                  | 13.8                                  | 7.8                                   | 0.8                                   | 0                                     | 0                                     | 0                                     | 0                                     | 0                                     | 0                                     | 2.0                                   | 9.5                                   | 49.4                                  |
| Độ ẩm tương đối trung bình (%)          | 70                                    | 72                                    | 72                                    | 75                                    | 80                                    | 88                                    | 90                                    | 89                                    | 82                                    | 74                                    | 71                                    | 70                                    | 78                                    |
| Số giờ nắng trung bình tháng            | 88.3                                  | 123.6                                 | 183.7                                 | 198.9                                 | 194.9                                 | 115.8                                 | 133.2                                 | 144.9                                 | 166.5                                 | 165.2                                 | 102.7                                 | 71.1                                  | 1.728,1                               |
| Nguồn 1: Cục Khí tượng Nhật Bản         |                                       |                                       |                                       |                                       |                                       |                                       |                                       |                                       |                                       |                                       |                                       |                                       |                                       |
| Nguồn 2: Cục Khí tượng Nhật Bản         |                                       |                                       |                                       |                                       |                                       |                                       |                                       |                                       |                                       |                                       |                                       |                                       |                                       |